# Amt Sayn

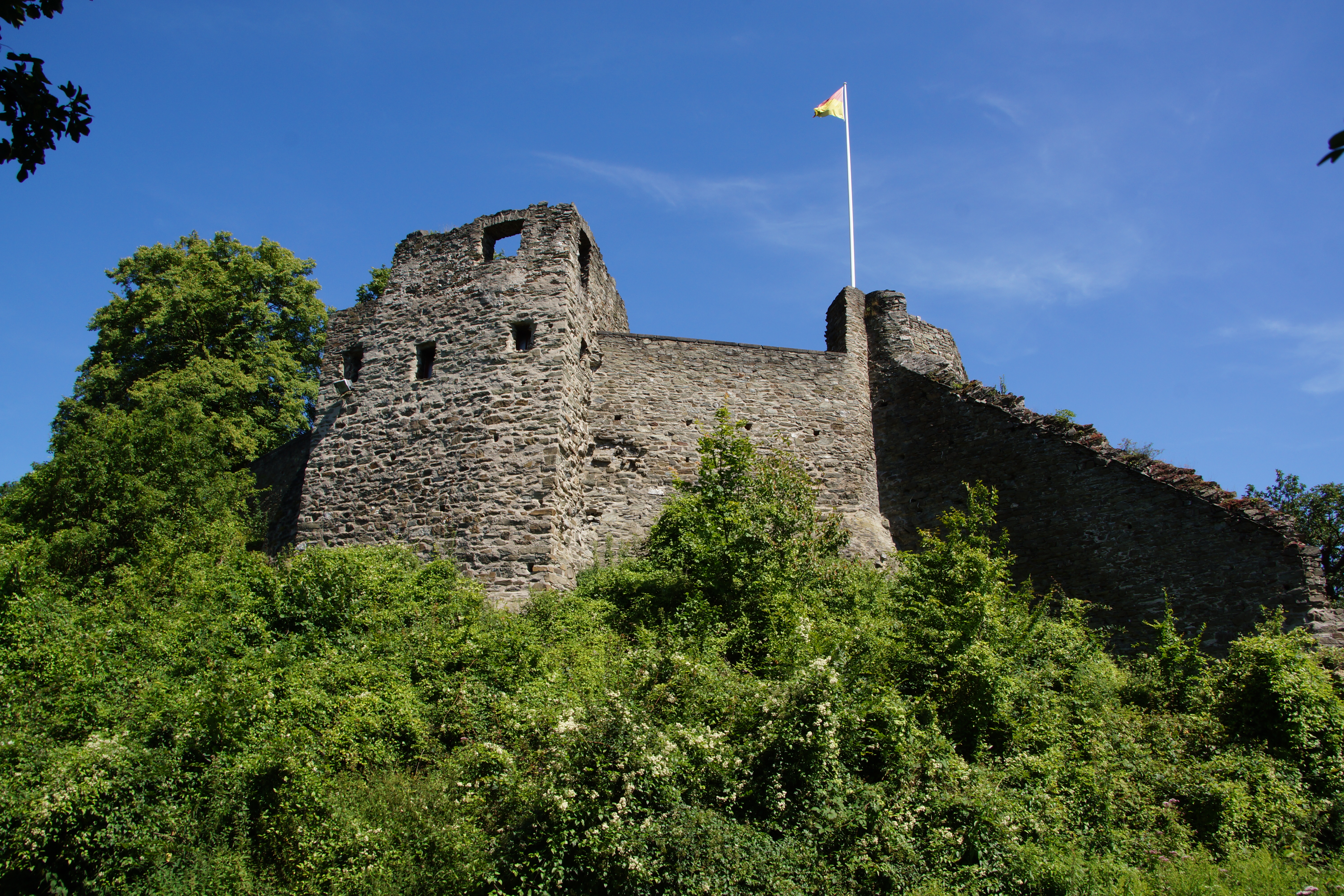
Burg Sayn

Das Amt Sayn war ein vom 13. Jahrhundert bis 1815 bestehender Verwaltungs- und Gerichtsbezirk mit Sitz in Sayn. Er gehörte zunächst zur Grafschaft Sayn, dann zum Kurfürstentum Trier, Nassau-Weilburg und zuletzt zum Herzogtum Nassau.

## Geschichte
Burg Sayn war der ursprüngliche Sitz des Adelsgeschlechtes Sayn und Kern des Saynschen Amtes Sayn. 1606 starb Heinrich IV. von Sayn und hinterließ nur eine Tochter. Kurtrier zog daher Burg und Amt Sayn als erledigtes Lehen ein. Die Erbtochter Anna Elisabeth, die mit Graf Wilhelm von Sayn-Wittgenstein verheiratet war, erkannte den Anspruch Kurtriers jedoch nicht an und erhob ihrerseits Ansprüche an das Amt. 1652 schloss Kurtrier einen Rezess mit den Gräfinnen Johannette und Ernestine zu Sayn, mit dem das Haus Sayn auf alle Ansprüche am Amt verzichtete.
Das Amt bestand aus Mülhofen, Sayn und Stromberg und drei Mühlen.
Das Amt wurde 1803 im Reichsdeputationshauptschluss Nassau-Weilburg zugeordnet. 1815 wurden im Rahmen der Vereinbarungen des Wiener Kongresses Mülhofen und Sayn an das Königreich Preußen abgetreten.

## Amtmänner
Das Amt wurde aufgrund seiner geringen Größe überwiegend durch die Amtmänner der benachbarten kurtrierischen Ämter mitverwaltet.
- Johann Philipp von Reiffenberg (1690–1722)